# Artur Błasiński
Artur Błasiński (ur. 23 grudnia 1974 w Radomiu) – polski biegacz. Medalista mistrzostw Polski, reprezentant Polski, trener.

## Życiorys
Był zawodnikiem Orląt Radom, Radomiaka-dami i RTL Dami-ZTE Radom. Jego trenerem był Leszek Trzos.
W 1993 został mistrzem Polski juniorów w biegu przełajowym i wicemistrzem Polski juniorów w biegu na 5000 metrów. Na mistrzostwach Polski seniorów zdobył cztery medale: srebrny na 5000 metrów w 2000, srebrny w biegu maratońskim w 2002, brązoyw biegu na 10 000 metrów w 1998 i brązowy w biegu na 5000 metrów w 2001. Podczas halowych mistrzostw Polski seniorów w 1998 zdobył dwa brązowe medale: w biegu na 1500 metrów i w biegu na 3000 metrów.
Reprezentował Polskę na mistrzostwach Europy seniorów w biegach przełajowych w 1995 (57 m.), 1996 (72 m.) i 2000 (76 m.), a także na zawodach I Ligi Pucharu Europy w 1997 (II poziom zawodów), zajmując 4. miejsce w biegu na 5000 metrów, z wynikiem 14:05,38.
Rekordy życiowe:
- 1500 m: 3:41,40 (28.08.1997)
- 5000 m: 13:48,75 (25.05.1997)
- 10 000: 28:36,32 (29.08.1998)
- maraton: 2:17.37 (14.04.2002)

Po zakończeniu kariery zawodniczej został trenerem. W 2023 został szkoleniowcem polskiej kadry B w biegach długich. W tym samym roku sukcesy jego zawodników klubowych w kategoriach juniorskich i młodzieżowych pozwoliły mu zająć pierwsze miejsce wśród najlepiej punktujących trenerów, w klasyfikacji w Systemie Sportu Młodzieżowego. W 2024 jego zawodniczki Wiktoria Gadajska i Julia Adamczyk zdobyły medale podczas mistrzostw świata juniorów